# Préfecture du prétoire d'Afrique
534 – c. 585/591
Entités précédentes :
- Royaume vandale

Entités suivantes :
- exarchat d'Afrique

La préfecture du prétoire d'Afrique est l’une des cinq grandes divisions administratives de l'Empire romain d'Orient, créée après la reconquête de l'Afrique du Nord en 533-536 par l'empereur Justinien Ier. Elle subsiste jusqu'à la fin des années 580, date de son remplacement par l'exarchat d'Afrique.
Formée de sept provinces, la nouvelle préfecture du prétoire mettait ainsi fin à la subordination traditionnelle de l’Afrique à la préfecture du prétoire d'Italie, maintenant aux mains des Ostrogoths. Peu après le départ de Bélisaire, son successeur, Solomon, dut faire face à une première rébellion des tribus maures de Byzacène et de Numidie. Peu aimé de ses soldats, Solomon dut lui-même faire face à une mutinerie en 536-537 qui ne put être réprimée que par le retour de Bélisaire et la nomination d’un cousin de Justinien, Germanus, comme magister militum. La paix régna au cours des années qui suivirent jusqu’à l’apparition d’une épidémie de peste vers 542 et la venue de gouverneurs qui réussirent à se mettre à dos divers leaders maures, lesquels reprirent les raids contre les territoires byzantins, aidés par un  ancien officier byzantin devenu chef de la précédente rébellion militaire, Stotzas. Un autre officier byzantin, du nom de Guntharic, duc de Numidie, réussit avec l’aide de tribus maures à s’emparer de Carthage dont il voulait faire un royaume indépendant. Il mourut après un bref règne de la main de soldats loyaux. Justinien envoya alors le général Jean Troglita qui avait déjà servi en Afrique sous Bélisaire et Solomon et qui réussit, après s’être rallié divers chefs maures, à chasser Antalas et ses alliés de Byzacène en 547. Sous Justin II, l’Afrique devint l’une des provinces les plus tranquilles de l’empire et la seule à ne pas être l’objet d’attaques venant de l’extérieur. Le seul conflit notable de cette période étant un conflit avec le royaume maure de Garmul. Celui-ci fut vaincu par le magister militum Gennadios qui demeura par la suite en Afrique et devint le premier exarque lorsque l’empereur Maurice remplaça la préfecture du prétoire par un exarchat dans les années 580.

## Création

Les campagnes contre le royaume vandale (533-534)

En 533, l'armée byzantine menée par Bélisaire envahit le royaume vandale, établi sur les terres de l'ancienne Afrique romaine. En avril 534, peu après cette conquête, Justinien promulgue une loi à propos de l'organisation administrative de cette nouvelle région. Les vieilles provinces romaines du diocèse d'Afrique n'ont globalement pas été remises en cause par les Vandales. Toutefois, de larges portions de certaines d'entre elles, notamment la quasi-totalité de la Maurétanie tingitane, la majeure partie de la Maurétanie césarienne et de la Maurétanie césarienne (ou sitifienne) ainsi que d'importantes zones de l'intérieur de la Numidie et de la Byzacène sont aux mains de diverses tribus berbères, appelées collectivement Maures. Ainsi, en ce qui concerne la Maurétanie, généralement, seules quelques forteresses côtières sont occupées comme Septem. Néanmoins, Justinien ne renonce pas à ces anciennes divisions administratives mais il élève le gouverneur de Carthage au rang de préfet du prétoire, le plus haut poste de l'administration civile régionale. De ce fait, le diocèse d'Afrique n'est plus subordonné à la préfecture du prétoire d'Italie, alors sous le contrôle du royaume ostrogoth. Au sein de cette nouvelle préfecture, sept provinces, coexistent, quatre ayant rang de consulaires, trois de « gouvernorats » (praesides) :
« Avec l'aide de Dieu, sept provinces ainsi que leurs jusges seront contrôlées. Celles de Tingis, Carthage, Byzacium et Tripoli, anciennement dirigées par des proconsuls, auront dorénavant des dirigeants consulaires. Quant aux autres, c'est-à-dire celles de Numidie, Maurétanie et Sardaigne, seront, avec l'aide de Dieu, dirigées par des gouverneurs. ».
En ce qui concerne la Maurétanie tingitane, traditionnellement rattachée au diocèse d'Espagne (désormais contrôlée par le royaume wisigoth), elle disparaît en tant que province indépendante et est incorporée à la Maurétanie césarienne pour former une province dirigée depuis Tingis. Quant à la province dite de Maurétanie, elle se réfère probablement à la Maurétanie sitifienne. Enfin, la Sardaigne est détachée de l'Italie et rattachée à la préfecture du prétoire d'Afrique.
Selon John Bagnell Bury, l'intention de Justinien est d'effacer toutes traces de l'occupation vandale et de faire comme si elle n’avait jamais existé. Les églises sont rendues au clergé fidèle au concile de Chalcédoine et les Ariens sont persécutés. Justinien va même jusqu'à modifier le régime de propriété foncière pour retourner les terres à leurs légitimes propriétaires précédant l’arrivée des Vandales. Toutefois, un siècle d’occupation vandale n’avait laissé que peu de titres de propriété; s’ensuivit un chaos juridique et administratif.
Contrairement à d'autres régions de l'empire, Justinien conserve la division entre administration civile et administration militaire. En Afrique, cette dernière est subordonnée à un maître des milices pour l'Afrique assisté d’un magister peditum et de quatre commandants militaires sous l’autorité de duces : Leptis Magna pour la Tripolitaine, Capsa ou Thelepte pour la Byzacène, Cirta pour la Numidie et Césarée pour la Maurétanie. Cette organisation ne se mettra toutefois que graduellement en place, au fur et à mesure que les Buzantins reprirent les territoires aux mains des Maures.

## Les guerres maures

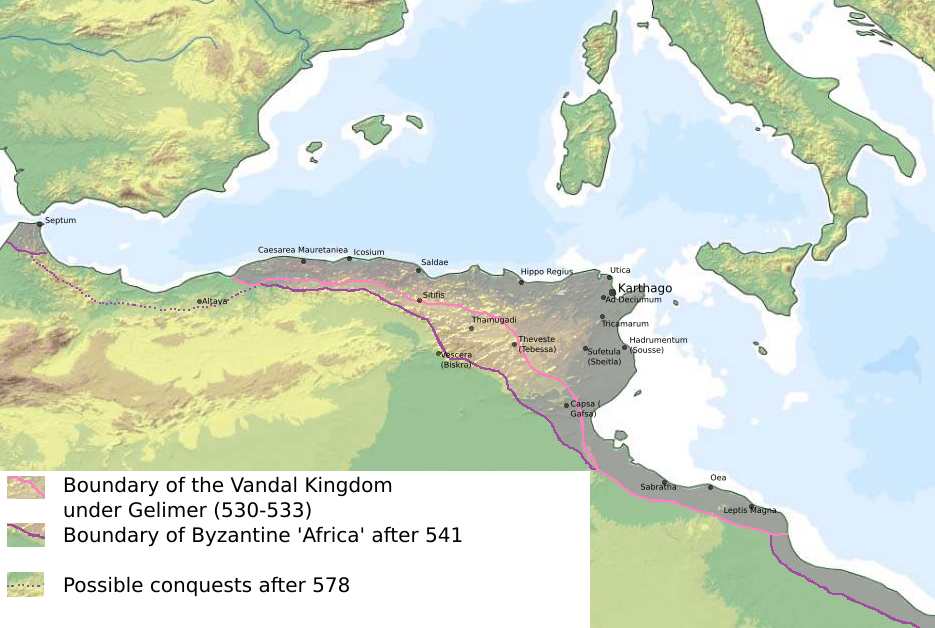
Le « Maghreb byzantin »

Lorsque les Byzantins débarquèrent en Afrique, les tribus maures adoptèrent d’abord une politique de prudente neutralité, mais se rallièrent au vu des victoires que remportaient les nouveaux arrivants. Les tribus les plus importantes étaient les Leuathae en Tripolitaine et les Frexi en Byzacène. Les Frexi et leurs alliés étaient dirigés par Antalas, les autres tribus par Cusina. Les Aurasis, tribus des monts de l’Aurès en Numidie étaient commandés par Iaudas, alors que les Maures maurétaniens étaient sous ceux de Mastigas et de Masuna.

### Première révolte maure (534-535)

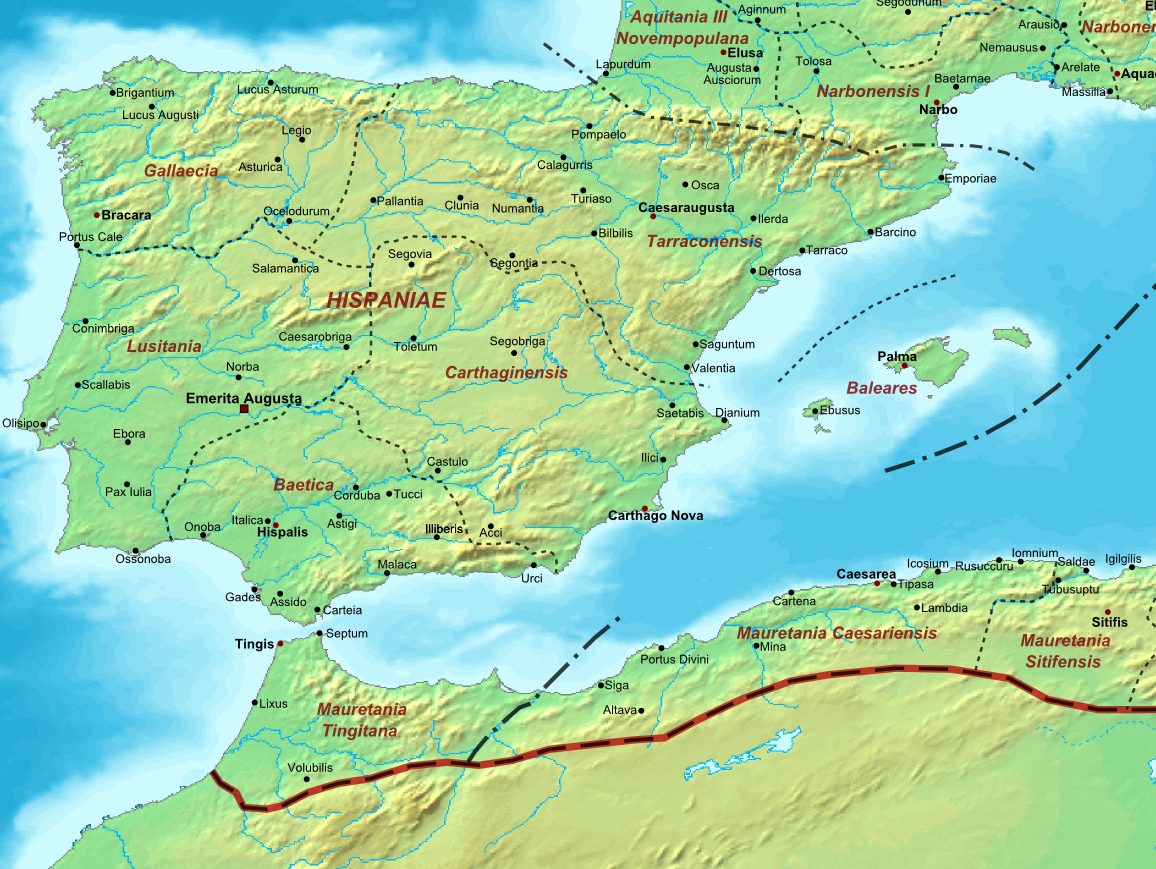
Les trois Maurétanie byzantines : tingitane, césarienne, sitifienne, vers 400.

Bélisaire fut rappelé à Constantinople en 534. Il fut remplacé par son second, le domesticus Solomon de Dara (aujourd'hui Artuklu). Les tribus maures de Byzacène et de Numidie  se soulevèrent presque immédiatement. Solomon partit immédiatement à leur rencontre avec ses troupes qui comprenaient certaines tribus maures alliées. La situation était jugée si critique que Solomon obtint à la fois les pouvoirs militaires et civils, remplaçant le premier préfet, Archelaus, à l’automne 534. Il parvint à défaire une première fois les Maures de Byzacène à Mamma et, à nouveau, de façon décisive cette fois, à la bataille du mont Bourgaon au début de 535. À l’été il dirigea ses efforts vers Iaudas et les Aurasii qui ravageaient la Numidie, mais sans toutefois pouvoir les vaincre. Afin de contenir à tout le moins leurs raids, il fit ériger des forts le long des frontières et sur les principales routes.

### Mutinerie militaire (536-537)
Mais Solomon n’était pas un général apprécié de ses troupes. Aussi, à Pâques 536 éclata une imposante mutinerie parmi celles-ci. Solomon accompagné par son secrétaire, Procope de Césarée, réussit à s’enfuir en Sicile qui venait tout juste d’être reprise par Bélisaire. Il laissait derrière lui ses deux lieutenants, Marinus et Théodore, le premier chargé de rejoindre les troupes de Numidie, le second pour tenir Carthage. Lorsqu’il eut vent de la révolte, Bélisaire accompagné de Solomon et de 100 hommes d’élite fit voile vers l’Afrique. Carthage était assiégée par quelque 9000 rebelles, y compris de nombreux Vandales commandés par Stotzas, ancien garde du corps du général Martin au sein de l'armée commandée par Bélisaire pour envahir le royaume vandale. Théodore était près de capituler lorsque Bélisaire arriva. La seule rumeur de son arrivée suffit pour que les rebelles décident d’abandonner le siège et fassent retraite vers l’ouest. Bien qu’accompagné de seulement 2000 hommes Bélisaire se mit à leur poursuite et réussit à les défaire à Membresa. Toutefois la plupart des rebelles s’échappèrent et continuèrent leur marche vers la Numidie où les troupes locales décidèrent de se joindre à eux. Faisant l’objet d’attaques personnelles à la cour, Bélisaire lui-même fut forcé de retourner en Italie et Justinien nomma son cousin Germanus comme magister militum à sa place.
Ce dernier réussit à se rallier nombre de rebelles par ses manières conciliantes, tout en payant les arriérés de leur solde. Finalement, au printemps 537 les deux armées s’affrontèrent à Scalae Veteres; il en résulta une victoire âprement gagné par Germanus. Stotzas dut trouver refuge dans les tribus de Maurétanie. Il fallut à Germanus près de deux ans pour rétablir l’ordre et la discipline au sein de ses forces. Finalement, Justinien jugea la situation suffisamment rétablie et en 539, Solomon retrouva son poste. Celui-ci devait continuer le travail de Germanus en épurant l’armée des soldats suspects de loyauté à l’endroit des rebelles et en continuant la construction de fortifications. Ce travail méthodique lui permit de battre les Aurassi, les forçant à quitter leurs refuges de montagne. Finalement la loi de Constantinople fut rétablie sur la Numidie et la Maurétanie sétifienne.

### Deuxième rébellion maure et révolte de Guntharic (543-548)

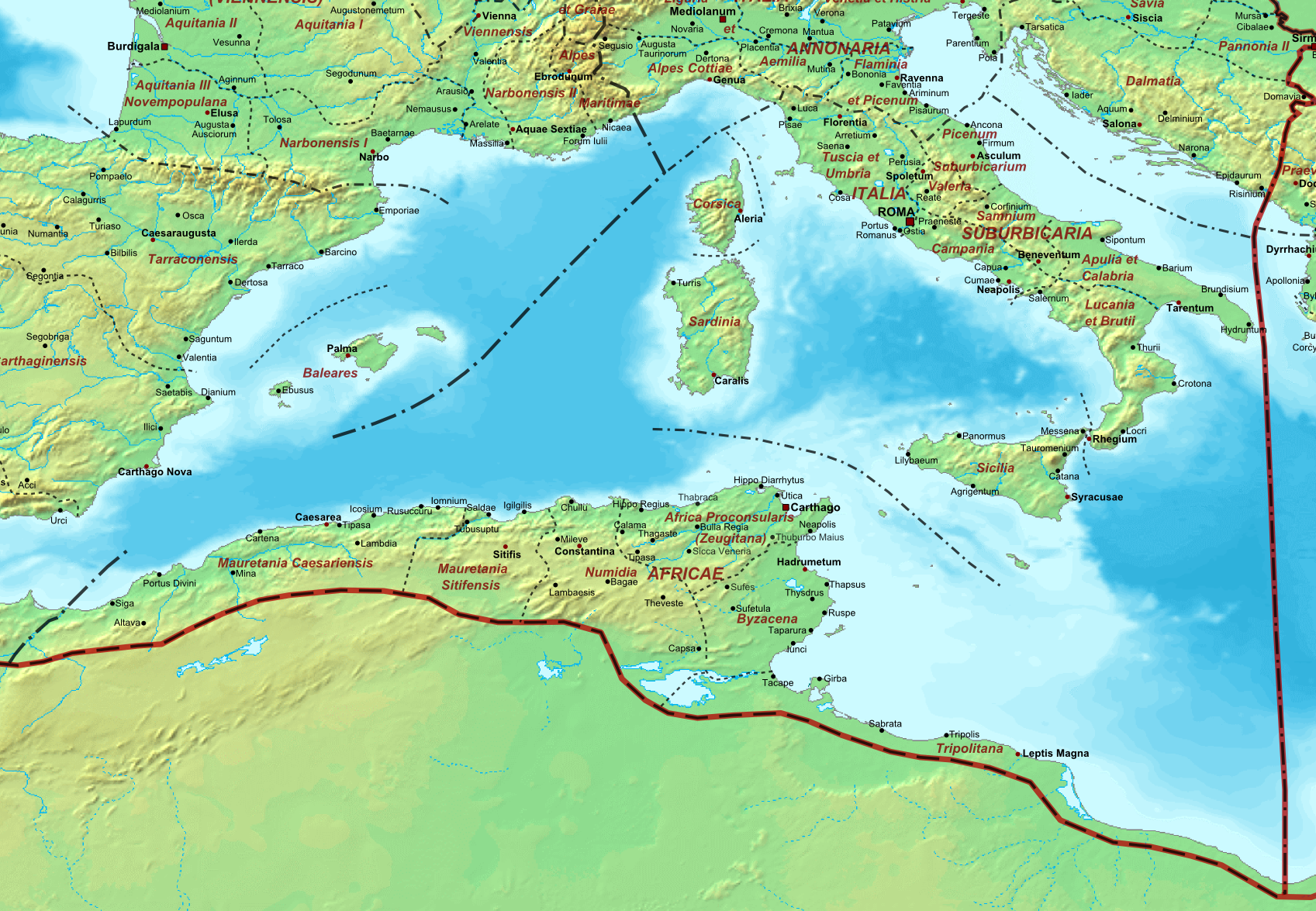
Les provinces de Numidie et de Byzacène à l’est de la Maurétanie sitifienne, vers 400.

La paix et la prospérité régnèrent pendant les années qui suivirent, interrompues par l’arrivée de la peste vers 542 qui fit de nombreuses victimes. À la même époque, l’attitude arrogante de certains gouverneurs romains aliénèrent les chefs maures comme Antalas en Byzacène  qui reprirent leurs raids sur le territoire byzantin. En 544, une bataille entre les forces byzantines et les Maures à Cillium de Byzacène conduisit à la défaite des Byzantins; Solomon lui-même devait y trouver la mort,. Il fut remplacé par son neveu, Sergius, dont les capacités limitées et l’impopularité alors qu’il était dux de Tripolitaine avaient provoqué les Maures sous le leadership d’Antalas auxquels se joignit Stotzas et les hommes qui lui restaient. De concert ils réussirent à s’emparer et à  piller la ville côtière d’Hadrumète. Un prêtre du nom de Paulus parvint à reprendre la cité avec un petit groupe d’hommes sans l’aide de Sergius qui refusa de se porter contre les Maures. En dépit de cet échec, les rebelles continuèrent à dévaster la province dont la population n’eut d’autre choix que de se réfugier dans les villes fortifiées ou de partir pour la Sicile.
Justinien envoya alors l’époux de sa nièce Praejecta, Areobindus, de rang sénatorial mais sans grande envergure, non pour remplacer Sergius, mais pour commander avec lui. Sergius prit charge de la guerre en Numidie pendant qu’Areobindus entreprit de soumettre la Byzacène, y envoyant le général Jean contre Antalas et Stotzas. Mais faute de l’appui de Sergius, les Byzantins furent défaits à Thacia, non toutefois avant que Jean n’ait pu blesser mortellement Stotzas en combat singulier.
Justinien fut alors forcé de rappeler Sergius et de restaurer l’unité de commandement dans les mains d’Aerobindus. Mais en mars 546 Areobindus lui-même devait être renversé et assassiné par Guntaric, officier byzantin d'origine germanique, alors duc de Numidie qui, après négociations avec les Maures, ambitionnait de se proclamer souverain indépendant. Toutefois, ce dernier fut renversé par les troupes loyales de l’Arménien Artabanes au début de mai. Artabanes fut alors élevé au rang de magister militum Africae, mais fut rappelé rapidement à Constantinople.
Justinien choisit alors de le remplacer par un homme de talent, le général Jean Troglita qui s’était distingué comme dux Mesopotamiae et avait attiré l’attention de l’empereur. Ce dernier avait déjà servi en Afrique sous Bélisaire et Solomon. En dépit des forces peu nombreuses à sa disposition, il parvint à se gagner plusieurs tribus maures et, au début 547, il vainquit définitivement Antalas et ses alliés qu’il chassa de Byzacène.
Quelques mois plus tard cependant, les Laguatan ou Louata de Tripolitaine se rebellèrent et infligèrent une sévère défaite aux forces impériales dans la plaine de Gallicie. Antalas se joignit alors aux Laguatans et les Maures reprirent de plus belle leurs raids à travers la province s’avançant jusqu’à Carthage. Au début de l’année suivante, Jean rassembla les forces à sa disposition et avec plusieurs tribus maures ralliées dont celles de l’ancien chef rebelle Cutzinas, réussit à vaincre la coalition maure lors de la bataille des champs de Caton à Latara, tuant dix-sept des chefs rebelles et mettant ainsi un terme à la révolte qui avait dévasté l’Afrique pendant près de quinze ans.

## La paix est rétablie
La province demeura tranquille au cours des décennies qui suivirent, se remettant des pertes subies au cours de cette période trouble. Toutefois, Troglita réalisa que l’éviction complète des Maures de l’intérieur des provinces et de la reprise en mains de la totalité de l’ancienne province s’avérerait une tâche impossible à réaliser. Aussi choisit-il plutôt de se rallier les tribus maures promettant à leurs chefs une grande autonomie s’ils devenaient foederati. La loyauté de ces chefs fut achetée par différents dons et pensions annuelles et la paix assurée par un imposant réseau de fortifications dont certaines survivent encore.
La seule interruption dans cette accalmie fut un bref soulèvement maure en 563, causé par l’assassinat inopiné  du vieux chef Cutzinas alors qu’il venait à Carthage recevoir sa pension annuelle par le magister militum, Jean Rogathinus. Ses fils et son entourage se révoltèrent, mais une expédition dirigée par le tribun Marcien, neveu de l’empereur, en eut vite raison.
Sous le règne de Justin II (r. 565-578), l’Afrique fut l’objet d’une attention constante. De 565 à 570, sous l’administration du préfet Thomas, le réseau de fortifications continua à se développer et à se renforcer, l’administration fut réformée et décentralisée. Des efforts considérables furent consentis pour se rallier les Garamantes du Fezzan et les Gétules vivant au sud de la Maurétanie césarienne. Ainsi, pendant que le reste de l’empire subissait des assauts de toutes parts, l’Afrique demeura une région paisible, ce qui permit le transfert de bon nombre de troupes vers l’Orient.

## Conflit avec le royaume maure de Garmul

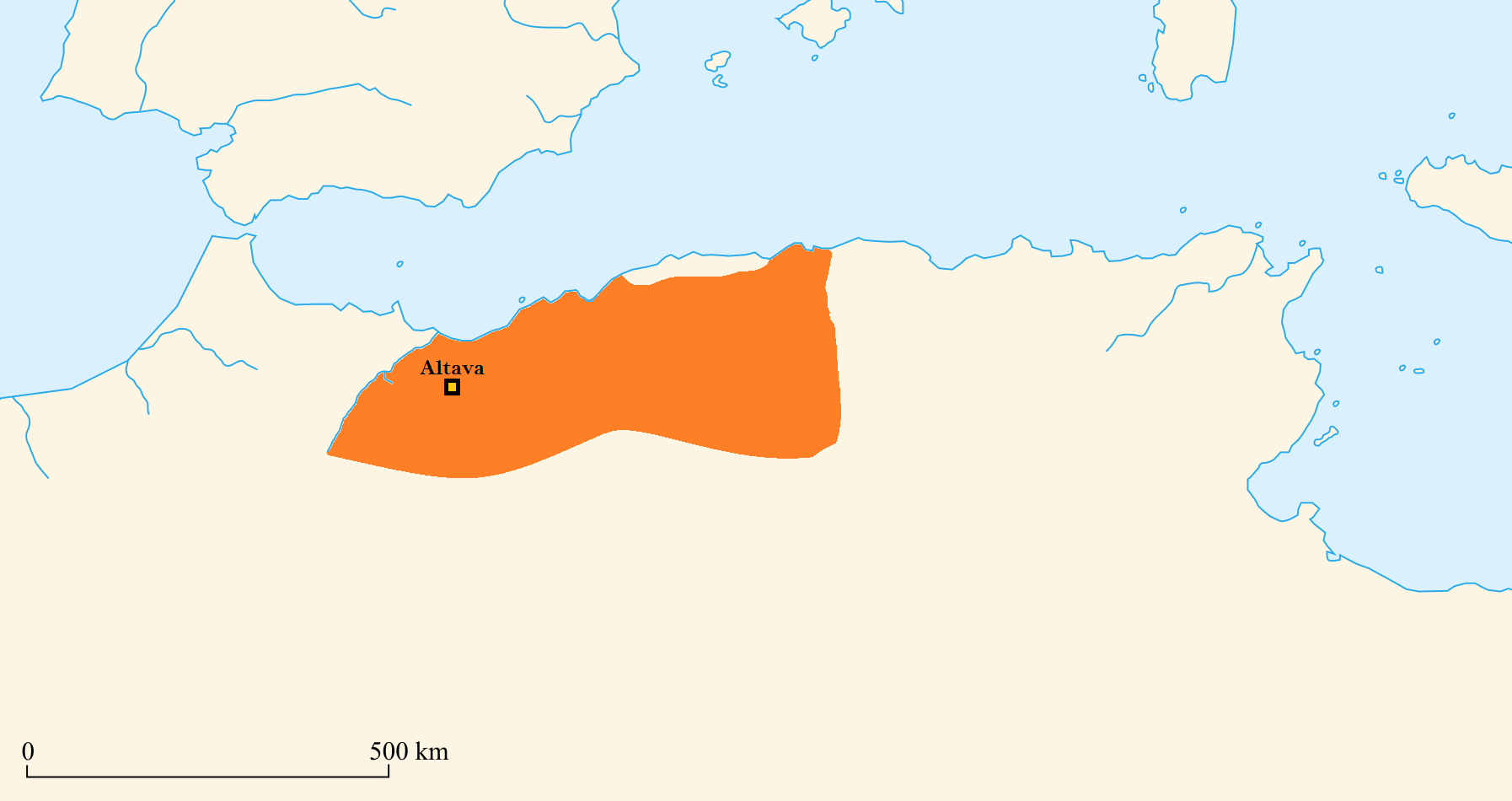
Carte approximative du royaume des Maures et des Romains (429-578) avant son effondrement après la défaite de Garmul en 578.

En Maurétanie, entre le poste avancé de Septum et la province de Maurétanie césarienne, divers petits royaumes maures s’étaient établis depuis l’arrivée des Vandales, lesquels incluaient des ilots de populations byzantines. On a que peu d’informations à leur sujet, sauf qu’ils revendiquaient une certaine continuité avec l’Empire romain, certains de leurs roitelets s’intitulant « imperator », comme le chef Masties dans l’Aurès au Ve siècle ou Masuna à Altava (aujourd’hui Ouled Mimoun, Algérie), dont le titre était rex gentium Maurorum et Romanorum au début du VIe siècle.
Au départ de Bélisaire, ces roitelets romano-maures avaient, du moins en principe, accepté la suzeraineté de Constantinople, mais, prenant avantage des révoltes maures, la dénoncèrent. Vers la fin des années 560, le roi berbère Garmul (ou Gasmul, probablement un successeur de Masuna d’Altava) lança des incursions en territoire byzantin. Bien qu’il ne soit jamais parvenu à prendre de villes importantes, il réussit à vaincre et à tuer trois généraux byzantins successifs : le préfet du prétoire Théodore et le magister militum Theoctistus en 570 ainsi que le successeur de ce dernier, Amabilis en 571. Ses maraudages, qui se produisaient en parallèle avec les attaques des Wisigoths en Espagne, posaient un sérieux danger aux autorités provinciales. Contrairement à d’autres chefs berbères, Garmul n’était pas un simple chef de bande, mais le leader d’une tribu semi-nomade régnant sur un royaume bien organisé et disposant d’une armée permanente. Aussi le nouvel empereur, Tibère II Constantin (r. 578-582), nomma-t-il à nouveau Thomas comme préfet du prétoire auquel il adjoignit le général Gennadios en tant que magister militum avec la mission de s’emparer du royaume de Garmul. Après une longue préparation, Gennadios lança une campagne brève et efficace en 577-578, terrorisant les sujets de Garmul. Ce dernier fut pris et exécuté en 579, assurant ainsi la sécurité du corridor reliant la Tingitane et la Césarienne.

## Création de l’exarchat

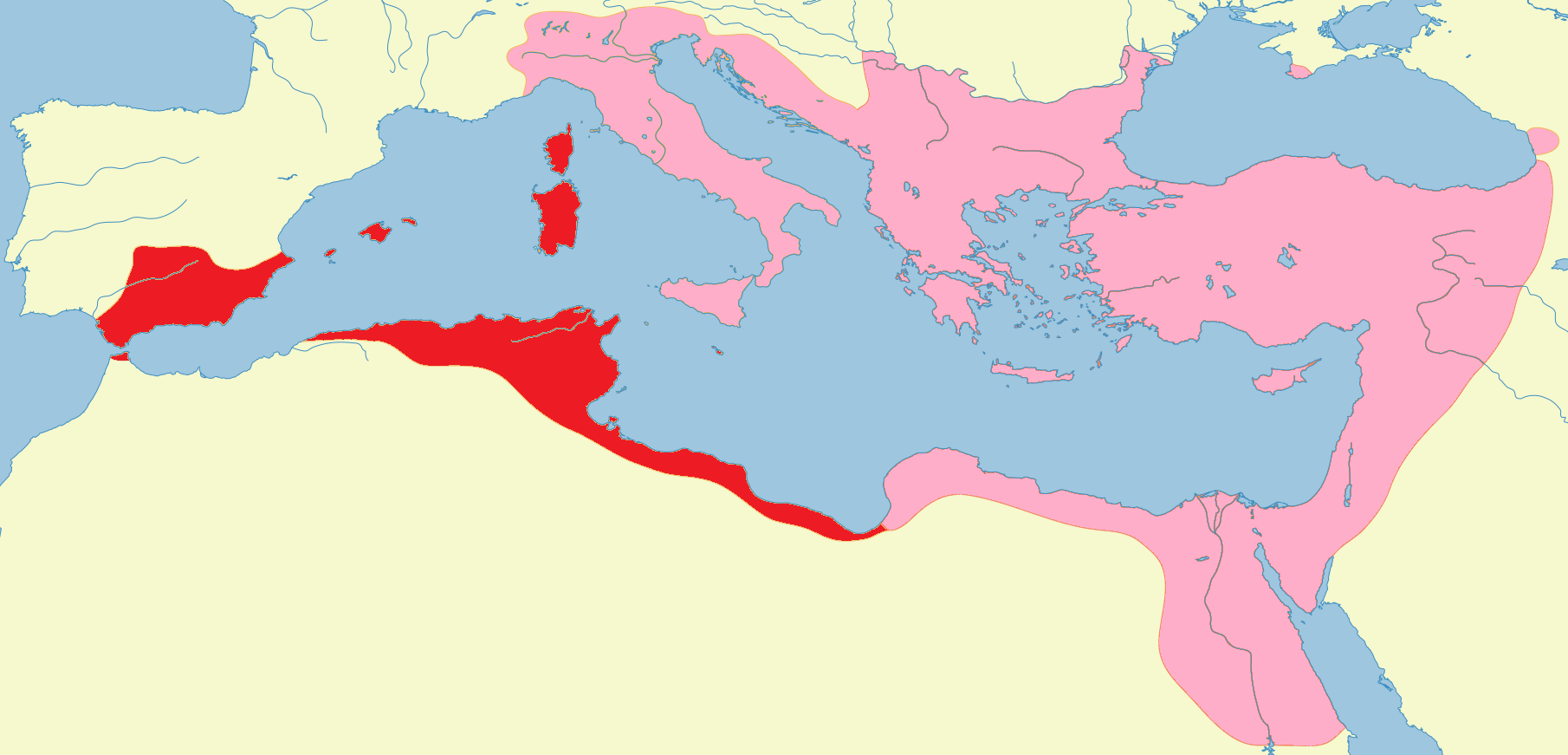
L’ Exarchat de Carthage en 591

Gennadios devait demeurer en Afrique à titre de magister militum jusqu’au début des années 590. À la fin des années 580, lorsque l’empereur Maurice (r. 582-602) créera l’exarchat d’Afrique ou exarchat de Carthage, il en deviendra le premier exarque, réunissant entre ses mains pouvoirs civil et militaire.
Cet exarchat couvrait l’Afrique du Nord, les possessions impériales d’Espagne, les iles Baléares, la Sardaigne et la Corse. Il devait devenir prospère et ce sont les forces africaines qui renverseront Phocas (r. 602-610) pour installer à sa place l’empereur Héraclius (r. 610-641). À partir des années 640, l’exarchat sera en pratique une entité autonome et survivra jusqu’à la chute de Carthage aux mains des Arabes en 698.

## Liste des préfets du prétoire d'Afrique
- Archelaus (534)
- Solomon (534-536)
- Symmachus (536-539)
- Solomon (539-544)
- Serge (544-545)
- Athanase (545-548, peut-être jusqu'à 550)
- Paul (vers 552)
- Jean (vers 558)
- Jean Rogathinos (vers 563)
- Thomas (563-565)
- Théodore (vers 570)
- Thomas (574-578)
- Théodore (vers 582)

### Sources premières
- Justinien. Les douze livres du code de l'empereur Justinien de la seconde édition (traduits en français par Paul Tissot), Metz, 1807, Réimprimé par Hachette Livre Bnf, 2016,  (ISBN 978-2-016-13764-2)
- Procope de Césarée (trad. Denis Roques), La Guerre contre les Vandales, Paris, Les Belles Lettres, coll. « La Roue à Livres », 1990 (ISBN 978-2-251-33905-4).

### Sources secondaires
- Francisco Aguado. El Africa Bizantina, Reconquista y Ocaso " (PDF), 2005. URL:   http://www.biblioteca-tercer-milenio.com/sala-de-lectura/HistoriaUniversal/ImperioRomano/AfricaBizantina-conquistayocaso.pdf.
- Michael Brett; Fentress, Elizabeth (1996). The Berbers. Blackwell Publishing  (ISBN 0-631-20767-8)
- (en) John Bagnell Bury, History of the Later Roman Empire Vols. I & II, Macmillan & Co., Ltd., 1923 (lire en ligne)
- Averil Cameron . "Vandal and Byzantine North Africa". Late Antiquity: Empire and Successors A.D. 425-600, The Cambridge Ancient History Vol. XIV. Cambridge University Pressm 2000. pp. 552–569  (ISBN 0-521-32591-9)
- Averil Cameron. "Byzantine Africa: The Literary Evidence". University of Michigan Excavations at Carthage, Vol. VII. University of Michigan Press, 1982. pp. 29–62.
- Courtois, C. "Les Vandales et l’Afrique". Revue belge de Philologie et d'Histoire, 1957, 35-2 pp. 442-444
- Charles Diehl, L'Afrique byzantine. Histoire de la domination byzantine en Afrique (533– 709), Paris, Ernest Leroux, 1896 (lire en ligne)
- C.A. Julien. Histoire de l'Afrique du Nord, vol. 1 - Des origines à la conquête arabe, Paris, Payot, 1961 [1931]
- Pierre Maraval, Justinien. Le rêve d'un empire chrétien universel, Tallandier, 2016
- John R. Martindale; Jones, A.H.M.; Morris, J. The Prosopography of the Later Roman Empire. Vol. IIIa. Cambridge University Press, 1992  (ISBN 0-521-20160-8)
- Yves Modéran, Les Maures et l'Afrique romaine (IVe et VIIe siècles), École française de Rome, coll. « Befar », 2003
- Denys Pringle. The Defence of Byzantine Africa from Justinian to the Arab Conquest: An Account of the Military History and Archaeology of the African Provinces in the Sixth and Seventh Century. Oxford: British Archaeological Reports, 1981  (ISBN 0-86054-119-3)
- The Prosopography of the Later Roman Empire (PLRE). URL: https://archive.org/details/prosopography-later-roman-empire/PLRE-III-A/.
- Susan Raven. Rome in Africa. Routledge, 1993  (ISBN 0-415-08150-5)
- (es) « Francisco Aguado - El Africa Bizantina » [archive du 7 juillet 2011]

### Note
1. ↑  Les autres préfectures sont celles des Gaules, d'Italie, d'Illyricum et d'Orient

#### Période romaine
- Afrique romaine (de -146 à 711)
  - Préfecture du prétoire, Préfecture du prétoire d'Italie (337-584)
  - Systèmes défensifs de l'Afrique romaine, dont Fossa regia, Limes Africanus, Limes Tripolitanus, Limes Mauretaniae
  - Voies romaines en Afrique du Nord
  - Roman africain (langue)
  - Romano-africain (peuple)
  - Liste des noms latins des villes d'Afrique
  - Littérature latine d'Afrique romaine
  - Donatisme, Arianisme
  - Juifs berbères

#### 400-500
- Déclin de l'Empire romain d'Occident
  - Royaume alain (409-534)
  - Royaume des Maures et des Romains (429-578)
  - Royaume du Ouarsenis (430-535)
  - Royaume vandale d'Afrique (435-534)
  - Royaume de Capsus
  - Royaume de l'Aurès (484-703)

#### 500-700
- Bélisaire (500-565)
- Guerre des Vandales (533-534)
- Guerres byzantino-maures (en) (533-548)
- Royaume d'Altava (578-708)
- Exarchat de Carthage (591-698)
- Conquête musulmane du Maghreb (647-709)
- Maures (arabo-berbères)